# Roza Tamarkina
Roza Vladimirovna Tamarkina (en russe : Роза Владимировна Тамаркина) est une pianiste russe née le 23 mars 1920 à Kiev (RSS d'Ukraine) et morte le 5 août 1950 à Moscou (Union soviétique).

## Biographie
Roza Tamarkina commence à apprendre le piano à l’âge de 5 ans à l’école musicale du Conservatoire de Kiev.En 1931, elle est admise au groupe spécial de jeunes musiciens organisé au Conservatoire de Moscou par Alexandre Goldenweiser. En 1933, elle participe au premier Concours national de musiciens et y obtient un diplôme — trop jeune, elle ne peut pas être admise à la partie principale du concours —, mais trois ans plus tard, quand elle est déjà étudiante au Conservatoire, elle remporte le premier prix au Deuxième concours national.
En 1937, Tamarkina se produit avec un grand succès au troisième Concours international de piano Frédéric-Chopin qui se déroule à Varsovie. Elle finit seconde devant Iakov Zak. Les plus grands pianistes, y compris Heinrich Neuhaus, Wilhelm Backhaus, Emil von Sauer, notent sa grande maîtrise pianistique. Après le concours, Tamarkina joue plusieurs concerts en Pologne et en Union soviétique, toujours faisant salle comble. En 1940 elle termine le Conservatoire et se marie avec Emil Guilels — ils divorcent trois ans plus tard. Pendant la guerre, elle continue à jouer lors de concerts. Dès 1947 elle enseigne au Conservatoire, mais une maladie grave (un cancer des ganglions lymphatiques) cause sa mort en 1950.
Malgré sa vie très courte, Tamarkina passe pour l’une des pianistes soviétiques les plus remarquables. Son art pianistique est marqué par une grande passion, une liberté et un naturel d'interprétations, une maîtrise technique. Il existe des enregistrements où elle joue des œuvres de Sergueï Rachmaninov, Franz Schubert, Frédéric Chopin, Franz Liszt et d’autres compositeurs. Ils sont publiés en trois disques et sont sortis en 2006.

## Sources
- Зак Я. И. О Розе Тамаркиной. ― «Советская музыка», № 10/1950
- Воспоминания о Розе Тамаркиной. Сборник статей. М.: Советский композитор, 1989
- О. Черников. Королева чарующих звуков // Музыка и время, № 1, 2002

- (ru) Cet article est partiellement ou en totalité issu de l’article de Wikipédia en russe intitulé « Тамаркина, Роза Владимировна » (voir la liste des auteurs).